# Casa del Bicentenario

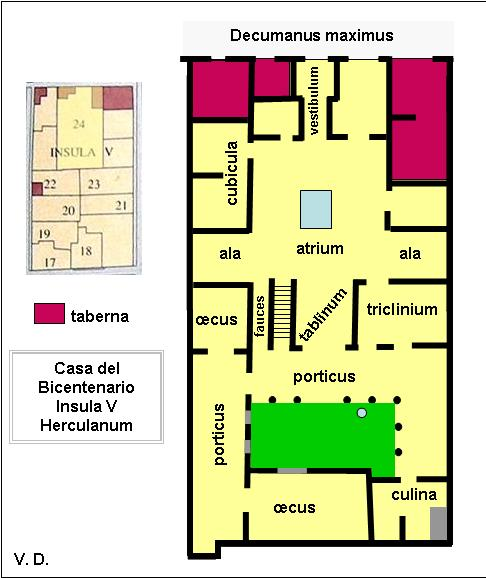
Grundriss

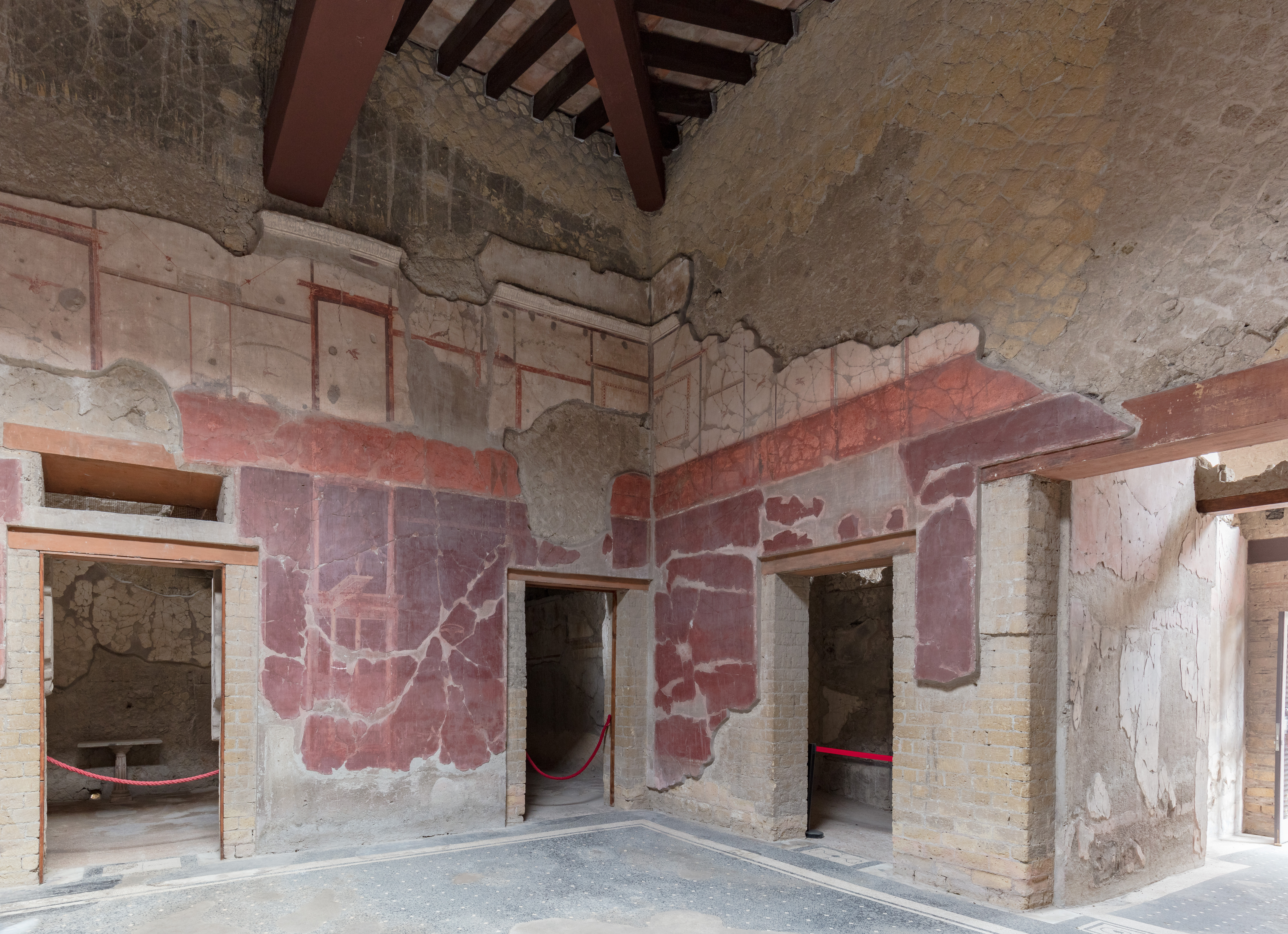
Das Atrium des Hauses

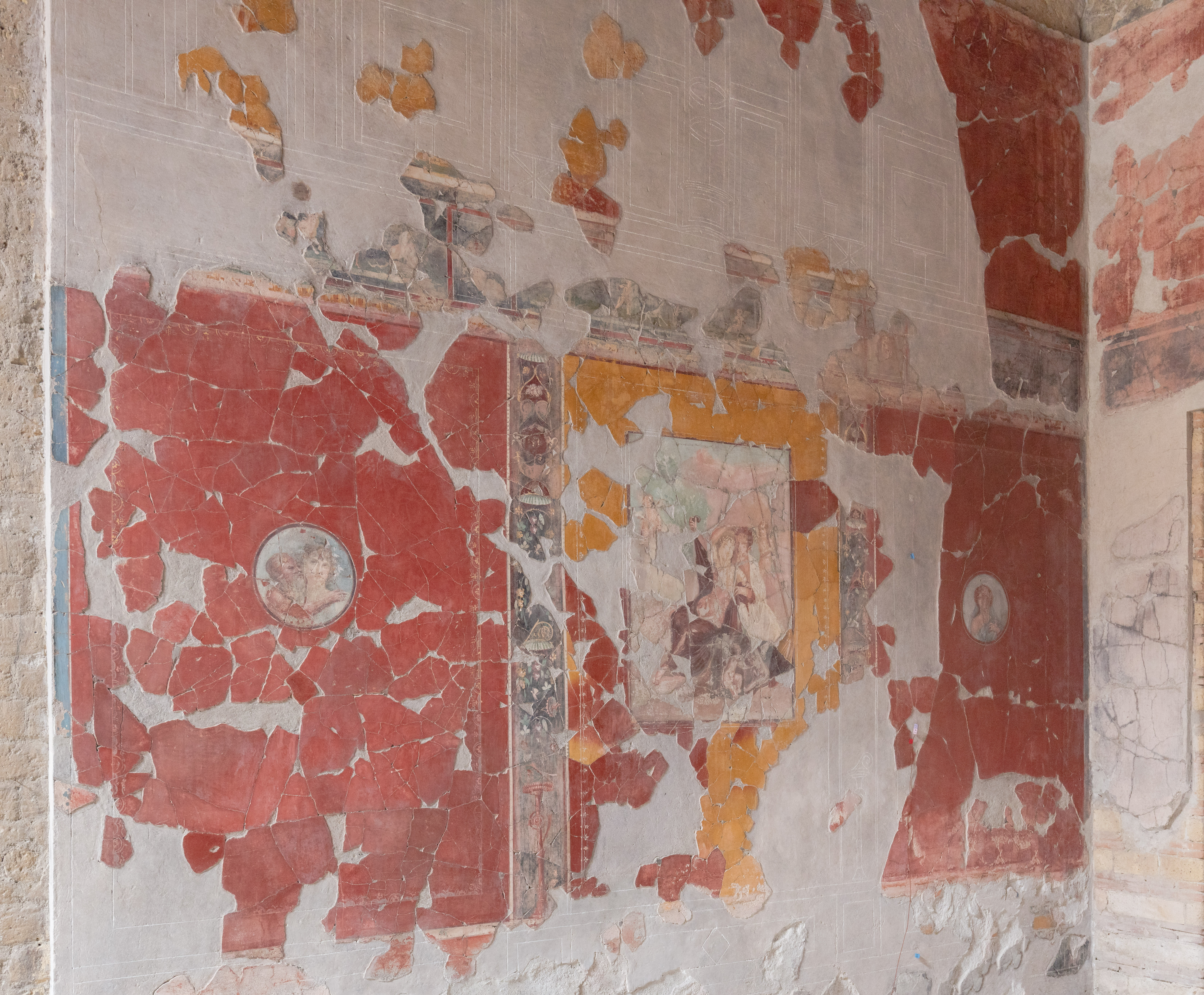
Malereien im Tablinum, die einst einen gelben Hintergrund hatten, aber durch die Hitze der Lava rot wurden

Die Casa del Bicentenario (Haus der Zweihundertjahrfeier) ist ein großes Atriumhaus im Zentrum von Herkulaneum (Insula V.15). Der Haupteingang des Hauses liegt an einer der Hauptstraßen der Stadt, womit das Haus einen bevorzugten Platz im Stadtgefüge einnimmt. Das Wohnhaus behielt seit seiner Erbauung in großen Teilen seinen ursprünglichen Plan. Die modernen Ausgrabungen begannen 1938 unter der Leitung von Amedeo Maiuri. Das Haus erhielt seinen heutigen Namen zum Gedenken an den Beginn der Ausgrabungen in der antiken Stadt, 200 Jahre zuvor, im Jahr 1738. Das Haus und seine Dekoration werden seit 2011 vom Getty Conservation Institute und dem Herculaneum Conservation Project renoviert.

## Beschreibung
Die Fassade des Hauses war stuckiert und in der unteren Hälfte rot bemalt. Der obere Teil der Fassade zeigte ein Schachbrettmuster in diversen Farben. Heute sind nur noch Teile davon erhalten. Der Eingang des Hauses liegt im Osten, von wo man in die Fauces gelangt. Links und rechts davon befinden sich Läden. Von den Fauces erreicht man das Atrium, dessen Fußboden mit einem einfachen Mosaik ausgelegt ist und dessen Wände Wandmalereien im 4. Stil zeigen. Das Impluvium besteht aus weißen Marmor. An der Hauptwand sind robuste Architekturen auf rotem Grund dargestellt. Der obere Teil der Wand zeigt leichte Architekturen auf hellen Grund. An der Rückseite gibt es ein Tablinum, das an der Rückseite zum Peristyl führt. Das Tablinum zeigt Malereien im 4. Stil. Die Hauptwand war in gelbe Felder unterteilt, in deren Zentrum sich runde Bilder mit Büsten von Gottheiten befinden. Die Felder sind heute zum großen Teil rot, da die gelbe Farbe durch die heiße Lava sich rot verfärbte. Ein zentrales, größeres Feld zeigt Venus und Mars. Im Oberfeld sind leichte Architekturen auf rotem Grund dargestellt. Im hinteren Teil des Hauses befindet sich ein Garten. Er ist an zwei Seiten von Säulen umgeben. Ursprünglich befanden sich an allen vier Seiten Säulen, doch sind im Lauf der Zeit weitere Zimmer angebaut worden, wozu Säulen entfernt wurden. Die Ausgräber fanden Reste von Pflanzenwurzeln im Sand, die als Rosen identifiziert werden konnten.
Das Haus besitzt ein Obergeschoss, das zu einem gewissen Zeitpunkt von der Wohnung im Erdgeschoss getrennt wurde, um dort zwei Wohnungen einzurichten, die wahrscheinlich vermietet wurden. Das Obergeschoss ist nicht gut erhalten, sodass es Schwierigkeiten bereitet, die Anlage der dortigen Wohnungen zu verstehen.
Im Obergeschoss befinden sich die gut erhaltenen Wandmalereien eines Hausschreines mit der Darstellung zweier Schlangen, die einen Rundaltar rahmen. Darüber sieht man zwei Laren, die wiederum einen Altar rahmen.

## Funde
In einem Raum des Obergeschosses befindet sich auch ein kreuzförmiger Abdruck in der Wand, der bei der Entdeckung für einige Aufregung sorgte und zur Vermutung führte, dass hier Christen lebten, da der Abdruck von einem Kreuz an der Wand stamme. Wahrscheinlicher stammt er aber von einem Wandregal, das nicht mehr erhalten ist. Unter diesem kreuzförmigen Abdruck stand ein kleiner, hölzerner Schrank. Im Obergeschoss kam auch der hölzerne Schrein eines Hausheiligtums zutage. Im Atrium fanden sich die verkohlten Reste einer hölzernen Gitterschranke, die den Zugang zu einer Seitenkammer versperrte, aber gleichzeitig Licht durchließ. Weitere Funde im Obergeschoss waren unter anderem eine kleine Statue, die vielleicht Venus darstellt, eine Statuette eines jungen Mannes, ein Siegelring und eine Glasflasche in der Form eines Vogels.
Im oberen Stockwerk des Hauses fand sich auch ein Korb mit zwölf zusammengehörigen, hölzernen Schreibtafeln, die den Gerichtsfall der Petronia Iusta dokumentieren. Petronia Iusta ist um 60 n. Chr. geboren und war die Tochter der Freigelassenen Petronia Vitalis. Nach dem Tod ihrer Mutter klagte Calatoris Themis, die einst die Besitzerin von Petronia Vitalis gewesen war, als diese noch Sklavin war, und behauptete, Petronia Iusta sei geboren worden, als ihre Mutter noch keine Freigelassene war, was wiederum wichtige Implikationen hatte: Als Tochter einer Sklavin wäre sie auch eine Sklavin. Auf den Holztafeln finden sich diverse Zeugenaussagen, die entweder bestätigen, dass Petronia Iusta freigeboren wurde, aber auch das Gegenteil behaupten. Es ist unklar, ob Petronia Iusta mit den Besitzern der Casa del Bicentenario verwandt war, oder ob sie eine Mieterin in einer der Wohnungen im Oberstock war.